# Jushin Liger
Juushin Riger (яп. 獣神ライガー Звериный бог Ригер) — японский аниме-сериал, выпущенный совместно студиями Sunrise и Dynamic Planning. Режиссёром сериала выступил Осаму Сэкита. Транслировался по телеканалам TV Asahi и NBN с 11 марта 1989 года по 27 января 1990 года. Всего выпущены 43 серии аниме.
Аниме были выпущен в VHS кассетах компанией
King Records в 1989 и 1990-х годах. В 2006 году сериал был выпущен на 4-х DVD дисках в Японии.
Параллельно с аниме Го Нагай стал выпускать свою мангу, которая выпускалась издательством Kodansha в журнале Comic Bom Bom с марта 1989 года по январь 1990 года.
Первое и второе открытие Ikari no Jushin (яп. 怒りの獣神 икари но дзюсин), Kiseki no Jushin (яп. 奇跡の獣神 кисэки но дзюсин) а также 2 концовки The Fire и Hangyaku no Senshi ~Ryu Dolk no Theme~ (яп. 反逆の戦士〜リュウ・ドルクのテーマ〜 хандуяку но сэнси ~рую доруку но тэма~) исполняет Ёсихико Андо.
Музыкальное сопровождение к аниме сочинил Хиромото Тобисава, за дизайн персонажей выступал Ёрихиса Утида.
Прообразом главного героя стал известный японский рестлер Кэйити Ямада, который завоевал большею популярность благодаря персонажу аниме. В 1995 году Го Нагаи снял боевик с участием Ямады как главного героя.

## Сюжет
Действие происходит в футуристические 90-е года. В японских городах Кусиро и Хоккайдо появляются таинственные существа — «драгониты», которые начинают рушить города. Они также высвобождают из под святой печати демона Ясина Драго, который проспал 200 лет. Так Драго в союзе с императрицей Зарой с помощью своей армии биомеханических зверей намереваются покорить Землю. Их сила на столько велика, что даже силы самообороны Японии не в силах справится с ними. Единственный, кто способен противостоять злой армии — Кэн Тайга, потомок воина Лигера, который запечатал когда то Драго.

## Роли озвучивали
- Маюми Танака — Кэн Тайга
- Рицуо Сава — Руюдзо Тайга
- Наоко Мацуи — Юи Камисиро
- Мики Ито — Май Камисиро
- Каёко Фудзии — Саэко Ягами
- Кодзо Сиоя — Дангоро
- Тиэ Кодзиро — маленький рыцарь
- Мидзука Арима — Императрица Зара
- Киёюки Янада — Рую Долк
- Масако Кацуки — Долл Сатан
- Бин Симада — Долл Комманд
- Хидэтоси Накамура — Долл Фантом
- Кодзи Тотани — Долл Нави